# Borolia amygdalina
Borolia amygdalina là một loài bướm đêm trong họ Noctuidae.